# Michel Delacroix (peintre)
Pour les articles homonymes, voir Michel Delacroix et Delacroix.
Michel Delacroix né le 26 février 1933[réf. nécessaire] à Paris[réf. nécessaire] est un peintre français.
De style naïf, ses créations représentent des scènes de rues essentiellement parisiennes.

## Biographie
Michel Delacroix a étudié aux Beaux-Arts de Paris. Après avoir terminé ses études, il gagna sa vie d'abord comme professeur d'arts plastiques.
Au fil des ans, il expérimente des techniques et des styles différents. La peinture naïve est finalement son moyen d'expression privilégié. Avec un coup de pinceau délicat, il a mis des couleurs vives dans ses scènes de rues parisiennes, situées principalement au début du XXe siècle, avec calèches et réverbères à bec-de-gaz illustrant ses paysages de rue. Dans beaucoup de ses lithographies, Michel Delacroix a souvent représenté en arrière-plan des monuments célèbres tels que la tour Eiffel ou Notre-Dame de Paris.
Michel Delacroix a particulièrement bien réussi aux États-Unis. Il a présenté ses œuvres dans de nombreuses expositions. En 1996, il devint le peintre officiel des Jeux olympiques d'Atlanta. 
Il est le père de Bertrand Delacroix (1965-2015), propriétaire des galeries d'art à New York et Boston, et représentant exclusivement le travail de son père.
Il est le père de Fabienne Delacroix, peintre, née en 1972.

## Distinctions
- Grand prix des Amateurs d'art (Paris 1975),
- Grand prix de la Côte d'Azur (Cannes 1976),
- Premier prix de Sept Collines (Rome 1976).